# مديرية بريسال
مديرية بريسال هي مديرية في بنغلاديش، تقع في محافظة بريسال، بلغ عدد سكانها 2,324,310  نسمة وذلك حسب إحصائيات سنة 2011، عاصمتها بريسال، تبلغ مساحتها 2,784.52 كيلومتر مربع، و2,790.51 كيلومتر مربع، رمزها البريدي هو 8200.

## الموقع
تشترك في الحدود مع:
- Gopalganj District, Bangladesh [الإنجليزية]‏
- منطقغ شهبازفور الجنوبية [الإنجليزية]‏
- منطقة فتواخالي [الإنجليزية]‏
- Barguna District [الإنجليزية]‏
- منطقة جالكاتي [الإنجليزية]‏
- Lakshmipur District [الإنجليزية]‏
- Shariatpur District [الإنجليزية]‏
- ناحية جانديفور [الإنجليزية]‏
- ناحية مداربور
- فيروزبور.

## التقسيمات الإدارية
- Agailjhara Upazila [الإنجليزية]‏
- باقر غنج، برشال [الإنجليزية]‏
- Babuganj Upazila [الإنجليزية]‏
- Banaripara Upazila [الإنجليزية]‏
- Wazirpur Upazila [الإنجليزية]‏
- Muladi Upazila [الإنجليزية]‏
- Mehendiganj Upazila [الإنجليزية]‏
- Barisal Sadar Upazila [الإنجليزية]‏
- Hizla Upazila [الإنجليزية]‏
- Gournadi Upazila [الإنجليزية]‏.

## أعلام
- بانكاج ناث